# Andrei Kanchelskis
Andrei Antanasovich Kanchelskis (tiếng Nga: Андрей Антанасович Канчельскис; tiếng Ukraina: Андрій Антанасович Канчельскіс) là một cựu tuyển thủ đội tuyển bóng đá quốc gia Liên Xô và Nga. Anh là người Litva lai Ukraina.

## Xuất thân
Kanchelskis sinh ngày 23 tháng 1 năm 1969 tại Kirovograd, Ukraina.

## Sự nghiệp cầu thủ
Kanchelskis bắt đầu sự nghiệp của mình ở FC Dynamo Kyiv từ năm 1988. Không được huấn luyện viên Lobanovski trọng dụng, anh chuyển sang đá cho Shakhtar Donetsk - đội bóng của thợ mỏ Ukraina - và chơi ở vị trí hậu vệ phải. Tháng 3 năm 1991, Kanchelskis ký hợp đồng với FC Manchester United và trở thành tiền vệ phải của câu lạc bộ này. Tại đây, anh đã chứng tỏ tài năng của mình và trở thành một trong những cầu thủ trụ cột của đội bóng. Cùng MU, Kanchelskis đã đoạt chức vô địch giải bóng đá ngoại hạng Anh các mùa bóng 1992–93, 1993–94; đoạt cúp FA năm 1994. Trong màu áo của MU, Kanchelskis đã thi đấu 145 trận, ghi 48 bàn thắng và được coi là một trong những tiền vệ cánh phải xuất sắc nhất của MU cùng với Steve Coppell và Bryan Robson.
Năm 1995, Kanchelskis chia tay với MU do mâu thuẫn với huấn luyện viên Alex Ferguson và sang đá cho Everton F.C. Câu lạc bộ này đã chi 5 triệu bảng Anh để mua Kanchelskis về. Đây là giá mua kỷ lục của Everton từ trước đến thời điểm đó. Và trong mùa giải đầu tiên, anh đã ghi 15 bàn cho câu lạc bộ này, tiếp tục thể hiện mình là tiền vệ cánh phải hay nhất của giải bóng đá Anh. Anh chơi cho Everton 2 mùa bóng, rồi sang đá cho ACF Fiorentina (Ý) 2 mùa bóng với giá chuyển nhượng là 8 triệu bảng Anh. Sau đó, anh lần lượt qua đá cho Rangers F.C. (1998-2002), Manchester City F.C. (2001) (mượn), Southampton F.C. (2003), Al-Hilal (2003, Ả Rập Xê Út), FC Saturn Moskva (2004-2005), và Krylia Sovetov (2006).
Kanchelskis được gọi vào đội tuyển Liên Xô từ năm 1989, và cho đến khi đội tuyển này giải thể, anh đã tham gia 23 trận, cùng đội này tham gia vòng chung kết Euro 1992. Cũng như nhiều cầu thủ Liên Xô không phải người Nga khác, Kanchelskis đã tiếp tục đầu quân cho đội tuyển Nga và cùng đội này tham gia vòng chung kết Euro 1996.

## Thống kê sự nghiệp
| #                         | Ngày                      | Địa điểm                                                    | Đối thủ                   | Bàn thắng                 | Kết quả                   | Giải đấu                        |
| Các bàn thắng cho Liên Xô | Các bàn thắng cho Liên Xô | Các bàn thắng cho Liên Xô                                   | Các bàn thắng cho Liên Xô | Các bàn thắng cho Liên Xô | Các bàn thắng cho Liên Xô | Các bàn thắng cho Liên Xô       |
| ------------------------- | ------------------------- | ----------------------------------------------------------- | ------------------------- | ------------------------- | ------------------------- | ------------------------------- |
| 1                         | 12 tháng 9 năm 1990       | Sân vận động Trung tâm Lenin, Moskva, Liên Xô               | Na Uy                     | 1–0                       | 2–0                       | Vòng loại Euro 1992             |
| 2                         | 25 tháng 9 năm 1991       | Sân vận động Trung tâm Lenin, Moskva, Liên Xô               | Hungary                   | 1–0                       | 2–2                       | Vòng loại Euro 1992             |
| 3                         | 13 tháng 11 năm 1991      | Sân vận động Tsirio, Larnaca, Cộng hòa Síp                  | Síp                       | 3–0                       | 3–0                       | Vòng loại Euro 1992             |
| Các bàn thắng cho Nga     |                           |                                                             |                           |                           |                           |                                 |
| 4                         | 28 tháng 4 năm 1993       | Sân vận động Luzhniki, Moskva, Nga                          | Hungary                   | 1–0                       | 3–0                       | Vòng loại World Cup 1994        |
| 5                         | 9 tháng 2 năm 1996        | Sân vận động Quốc gia, Ta' Qali, Malta                      | Iceland                   | 1–0                       | 3–0                       | Giải bóng đá quốc tế Malta 1996 |
| 6                         | 25 tháng 5 năm 1996       | Sân vận động Quốc tế Khalifa, Doha, Qatar                   | Qatar                     | 2–0                       | 5–2                       | Giao hữu                        |
| 7                         | 10 tháng 11 năm 1996      | Sân vận động Josy Barthel, Thành phố Luxembourg, Luxembourg | Luxembourg                | 2–0                       | 4–0                       | Vòng loại World Cup 1998        |